# 乌克兰斯凯 (波洛希区)
乌克兰斯凯（烏克蘭語：Українське）是位於烏克蘭東南部的村莊，由扎波羅熱州波洛希區的波洛希市鎮負責管轄。該村始建於1923年，面積1.48平方公里，海拔高度90米，2001年人口298，人口密度每平方公里201.4人。